# 官厅渡口石碑
官厅渡口石碑，位于中国青海省民和县官厅镇赵木川村，为青海省市县级文物保护单位，公布日期为1987年4月16日，类型为石窟寺及石刻。
官厅渡口石碑的历史年代为清。